# Авер Мабил
Авер Бул Мабил (роден на 15 септември 1995 г.) е професионален футболист, който играе като крило за клуба от Ла Лига - Кадис. Роден в Кения, той представлява националния отбор на Австралия на международно ниво.
Роден като бежанец от Южен Судан в Кения, Мабил играе младежки футбол в Националния тренировъчен център на Южна Австралия и с Аделаида Юнайтед. Той направи своя старши дебют за Кембълтаун Сити, преди да дебютира в А-лигата за Аделаида Юнайтед през 2013 г.

## Ранен живот
Мабил е роден на 15 септември 1995 г. [1] на родители от Южен Судан в Какума, разположен в северозападна Кения. По време на квалификация за Световното първенство през 2022 г. Мабил каза: „Роден съм в колиба, малка колиба. Моята хотелска стая тук определено е по-голяма от колибата, стаята, която имахме като семейство в този бежански лагер“. [2] 

## Отличия

### Аделаида Юнайтед
Купа на ФФА: 2014 г

### Мидтланд
Датска Суперлига: 2019–2020
Купа на Дания: 2018–19

### Самостоятелни
Играч на годината в Националната младежка лига: 2012–13[3]
FFA U20 играч на годината мъже: 2014

## Външни връзки
- Awer Mabil at WorldFootball.net